# Antonio Iodice
Antonio Iodice (Giugliano in Campania, 28 ottobre 1941) è un politico italiano, esponente della Democrazia Cristiana e europarlamentare.

## Biografia
Antonio Iodice si è laureato in scienze politiche e ha conseguito un dottorato. Ha lavorato come docente e accademico, oltre che per l'ufficio del Presidente del Consiglio dei ministri. Come giornalista e pubblicista, ha scritto articoli su temi culturali, educativi e politici; ha anche pubblicato diversi libri accademici sulla politica. Fin dalla giovinezza fu attivo nell'Azione Cattolica. Fu anche attivo nel sindacato dell'istruzione.
Militò nella Democrazia Cristiana divenendo segretario per la regione Campania e la provincia di Napoli, si occupò anche delle questioni dell'istruzione e della preparazione politica degli esponenti della DC e fu anche eletto consigliere comunale.
Fu eletto alle elezioni europee del 1984, e poi riconfermato nel 1989, per le liste della DC. È stato presidente della Delegazione per le relazioni con Malta, vicepresidente del gruppo del Partito Popolare Europeo, membro della Commissione per gli affari sociali e l'occupazione, della Delegazione per le relazioni con i paesi del Mashrek, della Commissione politica, della Commissione per i problemi economici e monetari e la politica industriale, della Commissione per la politica regionale e l'assetto territoriale, della Delegazione per le relazioni con la Repubblica popolare cinese, della Commissione per le libertà pubbliche e gli affari interni, della Delegazione per le relazioni con i paesi del Magreb e l'Unione del Magreb arabo. Dal 2006 è Presidente dell'Istituto di Studi Politici "S. Pio V", Ente di ricerca non strumentale.
È stato anche deputato nazionale nell'XI legislatura eletto nel collegio di Napoli-Caserta.